# Equazione di Hill
L'equazione di Hill è un'equazione che mette in relazione la frazione di siti occupati {\displaystyle \theta } con la concentrazione del ligando {\displaystyle [L]} in una proteina con {\displaystyle n} siti di legame:
{\displaystyle \log {\frac {\theta }{1-\theta }}=n\log[L]-\log K_{d}}
Il grafico di {\displaystyle \log {\frac {\theta }{1-\theta }}} in funzione di {\displaystyle \log[L]} è detto grafico di Hill. Il coefficiente {\displaystyle n} rappresenta il coefficiente angolare della retta e viene detto coefficiente di Hill ({\displaystyle n_{H}}); esso riflette il grado d'interazione tra i vari siti e quindi il livello di cooperatività della proteina. Quando {\displaystyle n_{H}} assume valore 1 la proteina non ha nessuna cooperatività e il grafico è un'iperbole.
Il limite teorico superiore si raggiunge quando {\displaystyle n_{H}=n} (siti di legame), ma questo valore non si raggiunge sperimentalmente; l'emoglobina, ad esempio, pur presentando una notevole cooperatività, ha {\displaystyle n=4} e {\displaystyle n_{H}=2,8}.
Se invece {\displaystyle n_{H}} ha valori inferiori a 1 la proteina presenta cooperatività negativa
Il nome dell'equazione deriva da Archibald Vivian Hill, che nel 1910 studiò la cooperatività dell'emoglobina.